# Данбар Тауншип (округ Фаєтт, Пенсільванія)
Данбар Тауншип (англ. Dunbar Township) — селище (англ. township) в США, в окрузі Файєтт штату Пенсільванія. Населення — 6672 особи (2020).

## Демографія
Згідно з переписом 2010 року, у селищі мешкало 7126 осіб у 2864 домогосподарствах у складі 2000 родин. Було 3062 помешкання
Расовий склад населення:
| - 97,5 % — білих - 1,4 % — чорних або афроамериканців - 0,2 % — корінних американців - 0,2 % — азіатів |

До двох чи більше рас належало 0,6 %. Частка іспаномовних становила 0,7 % від усіх жителів.
За віковим діапазоном населення розподілялося таким чином: 21,0 % — особи молодші 18 років, 61,4 % — особи у віці 18—64 років, 17,6 % — особи у віці 65 років та старші. Медіана віку мешканця становила 44,1 року. На 100 осіб жіночої статі у селищі припадало 97,1 чоловіків;  на 100 жінок у віці від 18 років та старших — 92,6 чоловіків також старших 18 років.
Середній дохід на одне домашнє господарство  становив 53 088 доларів США (медіана — 41 083), а середній дохід на одну сім'ю — 65 221 долар (медіана — 52 131). Медіана доходів становила 42 314 долари для чоловіків та 36 679 доларів для жінок. За межею бідності перебувало 17,9 % осіб, у тому числі 27,3 % дітей у віці до 18 років та 10,0 % осіб у віці 65 років та старших.
Цивільне працевлаштоване населення становило 2898 осіб. Основні галузі зайнятості: освіта, охорона здоров'я та соціальна допомога — 23,4 %, виробництво — 17,8 %, роздрібна торгівля — 10,8 %, науковці, спеціалісти, менеджери — 8,8 %.